# الفبای ترکی عثمانی
الفبای ترکی ترکی عثمانی: الفبا، elifbâ) نسخه‌ای از خط عربی است که تا سال ۱۹۲۸ برای نوشتن ترکی عثمانی استفاده می‌شد، تا زمانی که الفبای ترکی مدرن مبتنی بر لاتین جایگزین آن شد.
اگرچه ترکی عثمانی عمدتاً به این خط نوشته می‌شد، افراد غیر مسلمان عثمانی گاهی آن را به خط‌های دیگری از جمله الفبای ارمنی، یونانی، لاتین و عبری می‌نوشتند.

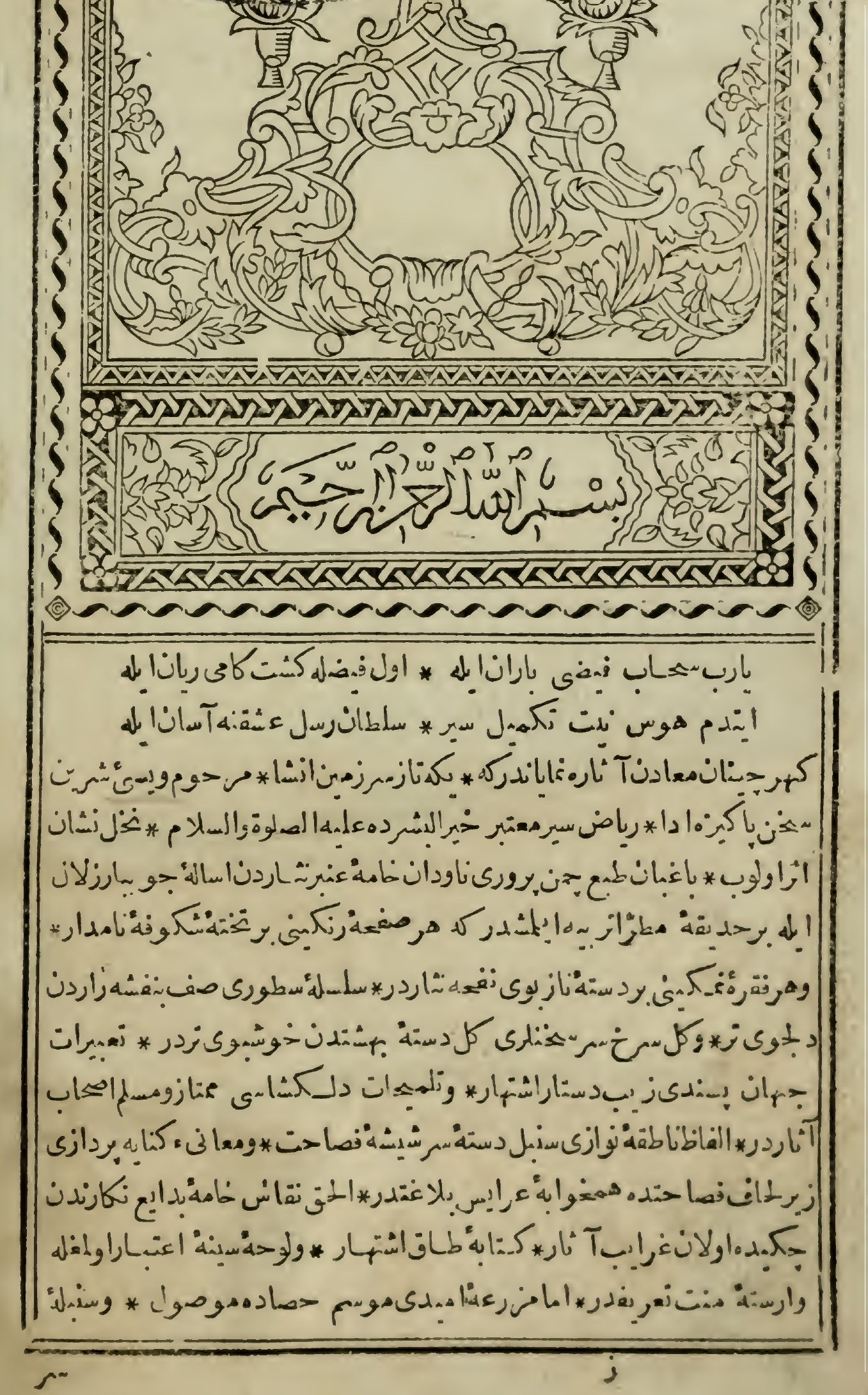
صفحه اول سیر نبی (۱۸۳۲) به زبان ترکی عثمانی چاپی.

## تاریخ

### ریشه‌ها
زبان‌های ترکی مختلف با الفبای مختلفی از جمله سیریلیک، عربی، یونانی، لاتین و دیگر سیستم‌های نوشتاری نوشته شده‌اند.
اولین الفبای ترکی شناخته شده خط ارخون است. هنگامی که ترک‌ها اسلام را پذیرفتند، آنها شروع به استفاده از خط عربی برای زبان‌های خود کردند، به ویژه در زمان قره خانیان. اگرچه سلجوقیان فارسی را به عنوان زبان رسمی خود استفاده می‌کردند، در اواخر دوره سلجوقی، ترکی دوباره در آناتولی در دولت نوپای عثمانی شروع به نوشتن شد.
الفبای ترکی عثمانی شکلی از خط فارسی-عربی است. هر چند خط عربی برای نوشتن وام‌گیری‌های عربی مناسب بود، ولاکن برای کلمات بومی ترکی مناسب نبود: عربی دارای چندین صامت است که در ترکی وجود ندارد، و چندین حرف عربی را به جز وام‌واژه‌های عربی اضافی می‌کند. برعکس، برخی از صداهای ترکی مانند g و p در عربی یافت نمی‌شوند. ترکی دارای هشت مصوت کوتاه و بلند است، در حالی که عربی دارای سه مصوت کوتاه و سه مصوت بلند است. و در خط عربی معمولاً فقط مصوت‌های بلند نوشته می‌شود.
معرفی تلگراف و چاپخانه در قرن نوزدهم ضعف‌های بیشتری را در خط عربی آشکار کرد.

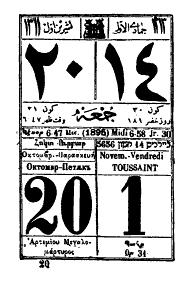
صفحه تقویم برای ۱ نوامبر ۱۸۹۵ (سیستم عامل ۲۰ اکتبر) در تسالونیکی جهان وطنی. ۳ سطر اول به خط عربی ترکی عثمانی تاریخ را در تقویم مولوی، ۲۰ تشرین اوول ۱۳۱۱ و اسلامی، ۱۴ جمادة العلاء ۱۳۱۳، نشان می‌دهد. تاریخ‌های جولیان و گریگوری (به فرانسوی) در زیر نشان داده شده‌است.

hurûf-ı munfasıla انور پاشا سال ۱۹۱۷

برخی از اصلاح طلبان ترک، خط لاتین را قبل از اصلاحات آتاتورک ترویج کردند. در سال ۱۸۶۲، در دوره اصلاحات قبلی، دولتمرد منوف پاشا، از اصلاح الفبا حمایت کرد. در آغاز قرن بیستم، پیشنهادهای مشابهی توسط چندین نویسنده مرتبط با جنبش ترک جوان، از جمله حسین جاهیت (جاهد)، عبدالله جودت و جلال نوری ارائه شد. در سال ۱۹۱۷، انور پاشا یک الفبای اصلاح شده به نام حروف منفصله (hurûf-ı munfasıla) نشان دهنده صداهای ترکی با دقت بیشتری تدوین نمود. این الفبا بر اساس حروف عربی بود، اما جداگانه نوشته می‌شد، نه به صورت شکسته. برای مدتی خط رسمی ارتش بود.
موضوع منظم سازی خط مجدداً در سال ۱۹۲۳ در جریان کنگره اقتصادی ازمیر جمهوری جدید ترکیه مطرح شد و بحث‌های عمومی را برانگیخت که قرار بود برای چندین سال ادامه یابد. دور شدن از خط عربی با مخالفت شدید عناصر محافظه کار و مذهبی مواجه شد. استدلال می‌شد که رومی‌سازی خط، ترکیه را از جهان گسترده‌تر اسلام جدا می‌کند و یک مفهوم خارجی (اروپایی) از هویت ملی را به جای امت جایگزین می‌کند.
برخی دیگر به دلایل عملی با رومی‌سازی مخالفت کردند، زیرا هیچ اقتباس مناسبی از خط لاتین وجود نداشت که بتوان از واج‌های ترکی استفاده کرد. برخی پیشنهاد کردند که جایگزین بهتر ممکن است تغییر خط عربی برای معرفی کاراکترهای اضافی برای نمایش بهتر حروف صدادار ترکی باشد.
در سال ۱۹۲۶، جمهوری‌های ترک اتحاد جماهیر شوروی خط لاتین را پذیرفتند و به اصلاح طلبان در ترکیه رونق زیادی دادند.

### جایگزینی

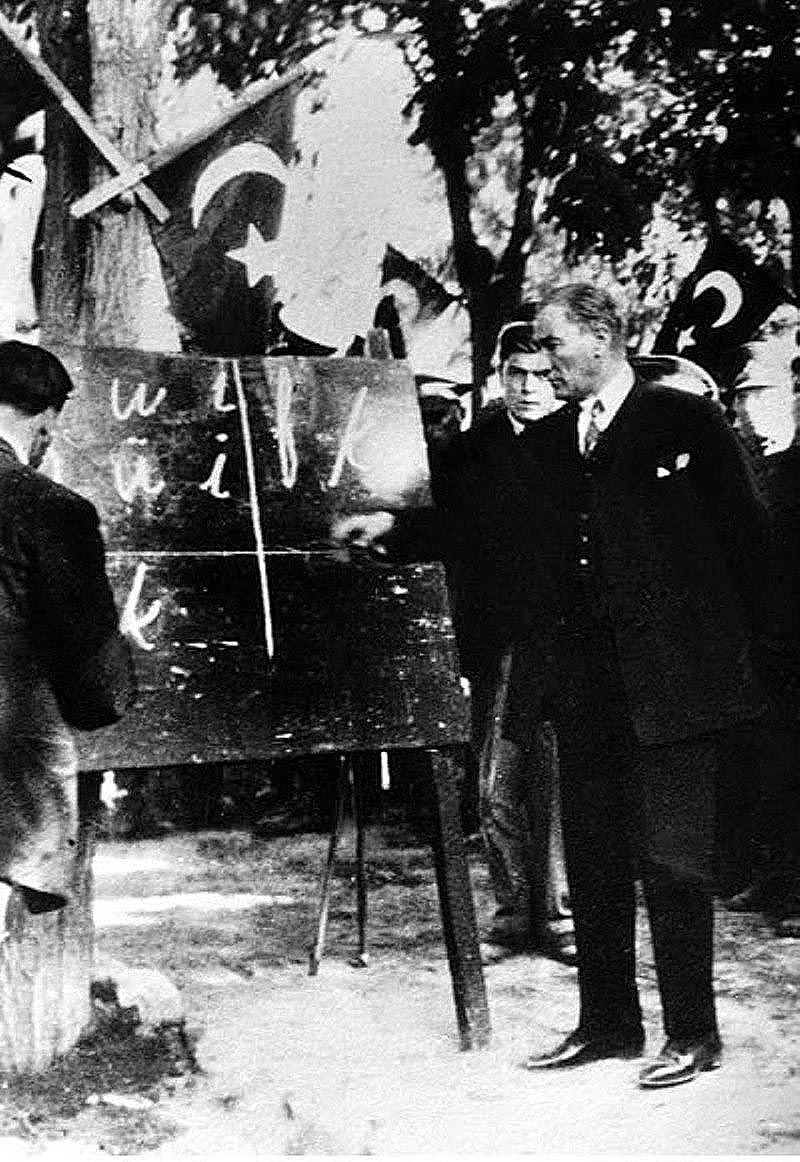
آتاتورک الفبای جدید ترکی را به مردم قیصریه معرفی کرد، ۲۰ سپتامبر ۱۹۲۸

خط ترکی عثمانی با الفبای جدید ترکی مبتنی بر لاتین جایگزین شد. استفاده از آن در تمام ارتباطات عمومی در سال ۱۹۲۹ اجباری شد. این تغییر با قانون پذیرش و اجرای الفبای ترکی، در ۱ نوامبر ۱۹۲۸ تصویب شد و در ۱ ژانویه ۱۹۲۹ لازم الاجرا شد.

## الفبا
مانند عربی، فارسی و اردو، متون به الفبای ترکی عثمانی از راست به چپ نوشته می‌شوند. ظاهر یک حرف بسته به موقعیت آن در یک کلمه تغییر می‌کند:
- جدا شده (در یک کلمه یک حرفی)؛
- نهایی (در این صورت در سمت راست حرف قبل ملحق می‌شود).
- داخلی (از هر دو طرف متصل شده‌است)؛ و
- اولیه (در سمت چپ به حرف زیر پیوست می‌شود).

برخی از حروف را نمی‌توان به سمت چپ وصل کرد و بنابراین دارای اشکال میانی و ابتدایی جداگانه نیستند. در موقعیت داخلی از فرم نهایی استفاده می‌شود. در موقعیت اولیه از فرم جدا شده استفاده می‌شود.
| ریخت کلی | پایان | وسط | آغاز | لاتین | نام                               | ترکی استانبولی | ALA-LC            | IPA               |
| -------- | ----- | --- | ---- | ----- | --------------------------------- | -------------- | ----------------- | ----------------- |
| ا‎        | ـا‎    | —   | —    | a     | الف/اَلیف                          | a, e           | —, ā, '           | æ, e, —, (ʔ)      |
| ء‎        | —     | —   | —    | a     | همزَه                              | —, '           | —, '              | —, [ʔ]            |
| ب‎        | ـب‎    | ـبـ‎ | بـ‎   | b     | بِ                                 | b (p)          | b                 | b (p)             |
| پ‎        | ـپ‎    | ـپـ‎ | پـ‎   | b̗     | پِ                                 | p              | p                 | p                 |
| ت‎        | ـت‎    | ـتـ‎ | تـ‎   | t     | تِ                                 | t              | t                 | t                 |
| ث‎        | ـث‎    | ـثـ‎ | ثـ‎   | ṯ     | سِ                                 | s              | s̠                 | s                 |
| ج‎        | ـج‎    | ـجـ‎ | جـ‎   | g     | جیم                               | c              | c                 | d͡ʒ                |
| چ‎        | ـچ‎    | ـچـ‎ | چـ‎   | g̗     | چیم                               | ç              | ç                 | t͡ʃ                |
| ح‎        | ـح‎    | ـحـ‎ | حـ‎   | h     | حا                                | h              | ḥ                 | h                 |
| خ‎        | ـخ‎    | ـخـ‎ | خـ‎   | ẖ     | هی                                | h              | ḫ                 | x                 |
| د‎        | ـد‎    | —   | —    | d     | دال                               | d              | d                 | d                 |
| ذ‎        | ـذ‎    | —   | —    | ḏ     | ذال                               | z              | z̠                 | z                 |
| ر‎        | ـر‎    | —   | —    | r     | رِ                                 | r              | r                 | ɾ                 |
| ز‎        | ـز‎    | —   | —    | z     | زِ                                 | z              | z                 | z                 |
| ژ‎        | ـژ‎    | —   | —    | z̗     | ژِ                                 | j              | j                 | ʒ                 |
| س‎        | ـس‎    | ـسـ‎ | سـ‎   | s     | سین                               | s              | s                 | s                 |
| ش‎        | ـش‎    | ـشـ‎ | شـ‎   | š     | شین                               | ş              | ș                 | ʃ                 |
| ص‎        | ـص‎    | ـصـ‎ | صـ‎   | ṣ     | صاد                               | s              | ṣ                 | s                 |
| ض‎        | ـض‎    | ـضـ‎ | ضـ‎   | s̭     | ضاد                               | d, z           | ż                 | z (d)             |
| ط‎        | ـط‎    | ـطـ‎ | طـ‎   | ṭ     | طی                                | t              | ṭ                 | t, d              |
| ظ‎        | ـظ‎    | ـظـ‎ | ظـ‎   | ṱ     | ظی                                | z              | ẓ                 | z                 |
| ع‎        | ـع‎    | ـعـ‎ | عـ‎   | o     | عین                               | ', —           | ‘                 | —, ʔ              |
| غ‎        | ـغ‎    | ـغـ‎ | غـ‎   | o̱     | غین                               | g, ğ, (v)      | ġ                 | [ɣ → g], ◌ː, (v), |
| ف‎        | ـف‎    | ـفـ‎ | فـ‎   | p     | فِ                                 | f              | f                 | f                 |
| ق‎        | ـق‎    | ـقـ‎ | قـ‎   | q     | قاف                               | k              | q                 | k, [q]            |
| ك‎        | ـك‎    | ـكـ‎ | كـ‎   | k     | کاف                               | k              | k                 | k                 |
| گ‎        | ـگ‎    | ـگـ‎ | گـ‎   | k̆     | گاف/کافی فارسی (۱),               | g, ğ, (v)      | g                 | [g → ɟ], j, (v)   |
| ڭ‎        | ـڭ‎    | ـڭـ‎ | ڭـ‎   | ǩ     | ناف, ñef, صغیر کاف (۱), کافی نونی | n              | ñ                 | n, [ŋ]            |
| ل‎        | ـل‎    | ـلـ‎ | لـ‎   | l     | لام                               | l              | l                 | l                 |
| م‎        | ـم‎    | ـمـ‎ | مـ‎   | m     | میم                               | m              | m                 | m                 |
| ن‎        | ـن‎    | ـنـ‎ | نـ‎   | n     | نون                               | n              | n                 | n                 |
| و‎        | ـو‎    | —   | —    | w     | واو                               | v, o, ö, u, ü  | v, ū, aw, avv, ūv | v, o, œ, u, y     |
| ه‎        | ـه‎    | ـهـ‎ | هـ‎   | e     | هِ (3)                             | h, e, a        | h (۲)             | h, æ, e, (t)      |
| ی‎        | ـی‎    | ـیـ‎ | یـ‎   | j     | یِ                                 | y, ı, i        | y, ī, ay, á, īy   | j, ɯ, i           |

### یادداشت
1. در اکثر متون، kef , gef و sağır kef به یک شکل نوشته شده‌اند اگرچه یکی از انواع عثمانی gef دارای " mini-kaf " از ک است. و همچنین دو برابر شدن ضربه بالایی گ. به‌طور کلی صداهای /g/ و /ŋ/ با kef ک نشان داده می‌شوند. به نظر می‌رسد حرف ڭ (کف با سه نقطه در بالا) نیز نشان دهنده صدای /g/ در نسخه‌های خطی ترکی اولیه عثمانی است که به عنوان kef-i Farisi ("کف فارسی") نیز شناخته می‌شود.
2. کتابخانه کنگره به he توصیه می‌کند (هـ‎ در یک کلمه در حالت ساخت به رومی شود t و وقتی کلمه ای که به he ختم می‌شود باید رومی شود tan.
3. فارسی و عثمانی از ترتیب واو، او، تو استفاده می‌کنند، گرچه در عربی، او، واو، تو هستند.
4. یکی دیگر از نشانه‌هایی که حرف واقعی به حساب نمی‌آید، به اصطلاح te merbūṭa («ت متصل») است که می‌تواند پایان مفرد مؤنث عربی را نشان دهد و اغلب در متون عثمانی نیز نوشته می‌شود. مربوطا همیشه در پایان است

### مکاتبات صدا – نامه
املای ترکی عثمانی پیچیده‌است، زیرا بسیاری از صداهای ترکی را می‌توان با چندین حرف مختلف نوشت. برای مثال، واج /s/ را می‌توان به صورت ⟨ث⟩، ⟨س⟩، یا ⟨ص⟩ نوشت. برعکس، برخی از حروف بیش از یک مقدار دارند: ⟨ک⟩ k ممکن است /k/، /ɡ/، /n/, /j/، یا /:/ (طولانی کردن مصوت قبلی؛ ğ مدرن)، و مصوت‌ها نوشته می‌شوند. به‌طور مبهم یا اصلاً به عنوان مثال، متن ⟨کورک⟩ kwrk را می‌توان به صورت /ɟevɾec/ 'بیسکویت'، /cyɾc/ 'fur', /cyɾec/ 'shovel', /cøryc/ 'bellows'، /ɟørek/ 'view' خواند که در املای مدرن gevrek, kürk, kürek, körük, görek نوشته می‌شود.
وام‌های عربی و فارسی با املای اصلی خود نوشته می‌شوند: مثلاً و اگر از حرکات عربی استفاده شود، به صورت ⟨ثَابِت⟩ نوشته می‌شود. s̱âbit، با ⟨ث⟩ s̱ نشان دهنده /s/ (در عربی /θ/)، ⟨ا⟩ نشان دهنده مصوت بلند /a:/ در عربی، ⟨ب⟩ نشان دهنده /b/, ⟨ـِ⟩ نشان دهنده مصوت کوتاه / i/، و ⟨ت⟩ نشان دهنده /t/ است. اما حرکات مانند عربی و فارسی عموماً فقط در لغت نامه‌ها و آثار تعلیمی یافت می‌شود، بنابراین همان کلمه ثابت را عموماً به این صورت می‌یابیم: ⟨ثابت⟩. (بدون نشانی از /i/ کوتاه). همان‌طور که در فارسی، الف حمزه (⟨أ⟩ ') به ندرت در موقعیت اولیه استفاده می‌شود و به جای آن یک الف ساده (⟨ا⟩) جایگزین می‌شود. تای مربوطه (⟨ة⟩، که در جایگاه پایانی کلمات عربی ظاهر می‌شود) نیز به ندرت استفاده می‌شود. حروف ث ح ذ ض ظ ع فقط در وام گرفته شده از عربی یافت می‌شود. ژ فقط در وام گرفته شده از فارسی و فرانسه است.
حروف همخوان بر اساس هارمونی واکه‌ها در سه سری نرم، سخت و خنثی طبقه‌بندی می‌شوند. حروف صامت نرم، ت س ک گ ه، در متن‌های مصوت جلو (e, i, ö, ü) یافت می‌شوند. سخت، ح خ ص ض ط ظ ع غ ق، در پس صدادار (a, ı, o, u) contexts; و خنثی، ب پ ث ج چ د ذ ر ز ژ ش ف ل م ن، در هر دو. در وام‌های فارسی عربی مصوت به کار رفته در ترکی به لطافت صامت بستگی دارد؛ بنابراین، ⟨کلب⟩ klb 'سگ' (عربی /kalb/) /kelb/ است، در حالی که ⟨قلب⟩ ḳlb 'قلب' (عربی /qalb/) /kalb/ است. برعکس، در کلمات ترکی، انتخاب صامت منعکس کننده مصوت بومی است.
| واج       | /t/ | /d/ | /s/ | /z/ | /k/ | /ɡ/ | /∅/ | /h/ |
| نرم (جلو) | ت   |     | س   |     | ک   | گ   | ء   | ه   |
| خنثی      |     | د   | ث   | ذ ز |     |     |     |     |
| سخت (پشت) | ط   | ط ض | ص   | ض ظ | ق   | غ   | ع   | ح خ |

(همه صداهای دیگر فقط با حروف همخوان خنثی نوشته می‌شوند)
در لغات ترکی گاهی حروف صدادار را با استفاده از حروف مصوت به عنوان حرف دوم هجا می‌نویسند: elif ⟨ا⟩ برای /a/. ye ⟨ی⟩ برای /i/، /ɯ/; vav ⟨و⟩ برای /o/، /œ/، /u/, /y/; او ⟨ه⟩ برای /a/, /e/. حرکات مربوطه وجود دارد: üstün ⟨ ⟨َ○⟩ فتح عربی) برای /a/, /e/; esre ⟨ِ○⟩ (عربی kasrah) برای /ɯ/، /i/; ötre ⟨ُ○⟩ (عربی حمّه) برای /o/، /œ/، /u/, /y/. نام حرکات برای مصوت‌های مربوطه نیز به کار می‌رود.
| نام   | نام عربی | نقطه | حرف           | خواندن جلو | خواندن عقب |
| ----- | -------- | ---- | ------------- | ---------- | ---------- |
| üstün | فتح      | َ○    | الف {{سخ}} او | /e/        | /آ/        |
| esre  | کسرا     | ِ○    | ی بله         | /من/       | /ɯ/        |
| ötre  | حمّه      | ُ○    | و vav         | /œ/، /y/   | /o/, /u/   |

## استفاده از خط‌های دیگر
از آنجایی که الفبای عربی با اسلام مرتبط شده بود، گاهی اوقات غیرمسلمانان از خطوط دیگر برای نوشتن ترکی عثمانی استفاده می‌کردند.
اولین رمانی که در امپراتوری عثمانی نوشته شد آکابی (۱۸۵۱) بود که توسط وارطان پاشا به خط ارمنی نوشته شد. به همین ترتیب، هنگامی که خاندان ارمنی دوزیان ضرابخانه عثمانی را در زمان سلطنت سلطان عبدالمجید اول اداره می‌کردند، آنها اسناد را به زبان ترکی عثمانی نگهداری می‌کردند اما از خط ارمنی استفاده می‌کردند.
الفبای یونانی و خط راشی عبری توسط یونانی‌ها، ترک‌های ارتدوکس و یهودیان برای عثمانی استفاده می‌شد. مسلمانان یونانی زبان با خط ترکی عثمانی یونانی می‌نوشتند. ترکهای قارامانلی (ترکهای ارتدوکس در آناتولی مرکزی در اطراف منطقه قارامان) از حروف یونانی برای ترکی عثمانی استفاده می‌کردند.

## اعداد
ترکی عثمانی از اعداد عربی شرقی استفاده می‌کرد. در زیر لیستی از اعداد اصلی با املا در الفبای ترکی مدرن آمده‌است:
| فرم عربی | عدد | ترکی عثمانی | ترکی مدرن |
| -------- | --- | ----------- | --------- |
| ‎         | ۰   | صفر         | sıfır     |
| ‎         | ۱   | بر          | bir       |
| ‎         | ۲   | ایکی        | iki       |
| ‎         | ۳   | اوچ         | üç        |
| ‎         | ۴   | دورت        | dört      |
| ‎         | ۵   | بش          | beş       |
| ‎         | ۶   | آلتی        | altı      |
| ‎         | ۷   | یدی         | yedi      |
| ‎         | ۸   | سکیز        | sekiz     |
| ‎         | ۹   | طوقوز       | dokuz     |
| ‎         | ۱۰  | اون         | on        |